# Parker Peak (Adelaide-Insel)
Der Parker Peak ist ein 529 m hoher Nunatak im Südosten der Adelaide-Insel westlich der Antarktischen Halbinsel. Auf der Wright-Halbinsel ragt er nordwestlich des Nicholson Peak im nordöstlichen Teil des Kopfendes des Sheldon-Gletschers auf. 
Das UK Antarctic Place-Names Committee benannte ihn 2011. Namensgeber ist Stephen J. Parker, Leiter der Flugzeugmaschinisten des British Antarctic Survey von 1997 bis 2009.